# Objektsagnosi
Objektsagnosi är en typ av visuell agnosi, vilket betyder att det är en nedsatt förmåga att känna igen visuellt representerade föremål, som inte beror på brister i syn, språklig förmåga, minne eller intellekt. Orsaken till detta medicinska tillstånd är ofta skador på vissa områden i hjärnan.
Objektsagnosi delas in i två huvudsakliga kategorier, apperceptiva agnosier och i associativa agnosier. Vid apperceptiva agnosier har den drabbade bibehållen synskärpa, färgseende och rörelseseende, men är oförmögen att känna igen föremål. Svårigheten ligger i att uppfatta och känna igen formen av föremål. En del av de drabbade kan känna igen formen av ett föremål, men endast för ett föremål i taget. De kan alltså inte göra detta för flera föremål samtidigt. Detta tillstånd kallas för simultanagnosi.
Orsaken till att personer drabbas av apperceptiva agnosier är ofta bilaterala skador i synbarken, särskilt då dessa skador uppkommer i områden som sänder information vidare till temporalloben via synsystemets ventrala ström. I temporalloben finns områden som specialiserar sig på objektigenkänning med hjälp av information från V3 och V4, vilka är specialiserade kortikala områden i synbarken som bearbetar olika aspekter av ett synintryck, i detta fall form respektive färg. Skadas V3 kommer det inte att sändas information om former i ett synintryck till temporalloben, vilket leder till den beskrivna oförmågan att känna igen former.
Vid associativ agnosi kan den drabbade uppfatta ett föremål, men inte känna igen det. Den drabbade kan korrekt rita av ett objekt, men däremot inte ange vad det är för objekt. Detta tillstånd har att göra med informationsbearbetning som rör lagrade kunskaper i minnet om olika objekts beskaffenhet. Denna typ av informationsbearbetning är av en högre kognitiv karaktär och sker längre upp i synsystemets informationsprocesshierarki. Tillståndet kan uppkomma som ett resultat av skador i den anteriora temporala loben.